# Ophiorrhiza pubescens
Ophiorrhiza pubescens là một loài thực vật có hoa trong họ Thiến thảo. Loài này được Elmer mô tả khoa học đầu tiên năm 1906.